# Latvijas kauss 2007
La Coppa di Lettonia 2007 (in lettone Latvijas kauss) è stata la 66ª edizione del torneo a eliminazione diretta. Il Ventspils ha vinto il trofeo per la quarta volta.

## Formula
Fu confermata la formula della precedente stagione, con tutti i turni ad eliminazione diretta e tutti giocati in gara unica.
Nel primo turno giocarono esclusivamente squadre iscritte alla 2. Līga, mentre dal secondo turno entrarono in gioco le squadre della 1. Līga 2007; infine dagli ottavi di finale scesero in campo le otto formazioni di Virslīga 2007.

## Primo turno
Le gare si sono giocate tra il 27 e il 29 aprile 2007.
| Squadra 1                    | Risultato            | Squadra 2          |
| ---------------------------- | -------------------- | ------------------ |
| Viki NS Ķekava               | 4 – 1                | Olaine             |
| Pļaviņas                     | 1 – 4                | Preiļu Rajona BJSK |
| Valka                        | 1 – 1 (dts 32-4 dcr) | Aizkraukle         |
| Ventspils Tirdzniecības Osta | 2 – 7                | Viesulis Rīga      |
| OSC/FK 33 Ogre               | 6 – 1                | Līvānu BJSK        |
| Dinamo-Rīnuži/LASD Rīga      | 6 – 0                | Gulbene-2005       |
| Dobele                       | 2 – 0                | Spartaks Jūrmala   |
| Ofriss Rīga                  | 0 – 7                | Kvarcs Madona      |
| Varavīksne                   | 7 – 2                | Bauskas Rajons     |
| Cerība Kuldīga               | 2 – 1                | Upesciems          |

## Secondo turno
Le gare si sono giocate tra il 4 e il 6 maggio 2007. In questo turno entrarono in scena le squadre della 1. Līga.
| Squadra 1               | Risultato   | Squadra 2                |
| ----------------------- | ----------- | ------------------------ |
| Kvarcs Madona           | 0 – 4       | Multibanka Rīga          |
| Dinamo-Rīnuži/LASD Rīga | 4 – 2       | Jelgava                  |
| Aizkraukle              | 0 – 4       | Auda Ķekava              |
| Cerība Kuldīga          | 0 – 3       | Vindava                  |
| Mērsrags                | 0 – 7       | Valmiera                 |
| OSC/FK 33 Ogre          | 1 – 5       | Metta/LU                 |
| Preiļu Rajona BJSK      | 1 – 4       | JFC Kauguri/PBLC Jūrmala |
| Viesulis Rīga           | 0 – 7       | Tukums 2000              |
| Varavīksne              | -           | Zibens/Zemessardze       |
| Dobele                  | 1 – 0 (dts) | Ilūkste                  |
| Viki NS Ķekava          | 7 – 1       | Abuls Smiltene           |

## Terzo turno
Le gare si sono giocate il 12 e il 13 maggio 2007.
| Squadra 1          | Risultato | Squadra 2                |
| ------------------ | --------- | ------------------------ |
| Metta/LU           | 3 – 0     | Tukums 2000              |
| Valmiera           | 0 – 4     | Blāzma                   |
| Dobele             | 0 – 6     | Vindava                  |
| Multibanka Rīga    | 0 – 5     | Dinamo-Rīnuži/LASD Rīga  |
| Viki NS Ķekava     | 0 – 5     | Varavīksne               |
| Daugava-90         | 3 – 2     | RFS/Flaminko Rīga        |
| Jaunība-Parex Rīga | 5 – 1     | JFC Kauguri/PBLC Jūrmala |
| Tranzit            | 0 – 5     | Auda Ķekava              |

## Ottavi di finale
Le partite si sono giocate il 27 maggio 2007. In questo turno entrarono in gioco le squadre partecipanti alla Virslīga, disputando tutte il rispettivo turno in trasferta.
| Squadra 1               | Risultato   | Squadra 2         |
| ----------------------- | ----------- | ----------------- |
| Metta/LU                | 2 – 3       | Olimps Rīga       |
| Vindava                 | 0 – 1       | Metalurgs Liepāja |
| Varavīksne              | 0 – 5       | Jūrmala           |
| Blāzma                  | 1 – 3       | Ventspils         |
| Daugava-90              | 1 – 3       | Dinaburg          |
| Dinamo-Rīnuži/LASD Rīga | 0 – 2 (dts) | Rīga              |
| Jaunība-Parex Rīga      | 0 – 7       | Skonto            |
| Auda Ķekava             | 1 – 6       | Daugava           |

## Quarti di finale
Le partite si sono giocate il 28 e il 29 giugno 2007.
| Squadra 1   | Risultato           | Squadra 2         |
| ----------- | ------------------- | ----------------- |
| Ventspils   | 3 – 0               | Metalurgs Liepāja |
| Olimps Rīga | 1 – 1 (dts 5-4 dcr) | Dinaburg          |
| Rīga        | 1 – 3               | Skonto            |
| Jūrmala     | 0 – 1               | Daugava           |

## Semifinali
Le partite si sono giocate il 3 settembre 2007.
| Squadra 1 | Risultato           | Squadra 2   |
| --------- | ------------------- | ----------- |
| Daugava   | 1 – 2               | Olimps Rīga |
| Skonto    | 0 – 0 (dts 3-4 dcr) | Ventspils   |

## Finale
| Arbitro: | Andrejs Sipailo |

|                             |           |  |
| Rimkus 39’ Butriks 58’, 70’ | Marcatori |  |